# Martin a Jiří z Kluže

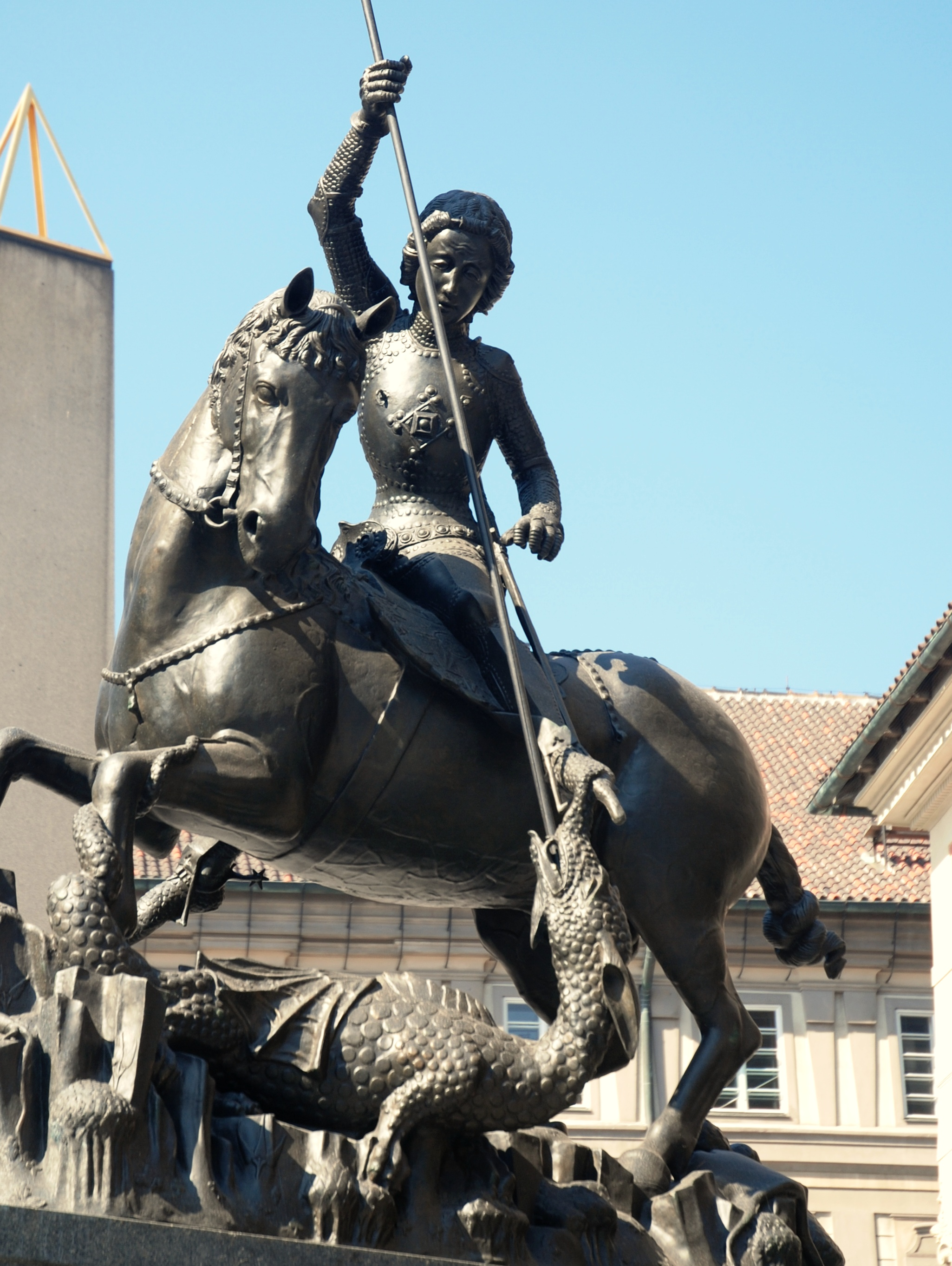
Sv. Jiří s drakem, dílo Martina a Jiřího z Kluže

Bratři Martin a Jiří z Kluže (také Martin a Georg z Kološváru, Clussenbercha, von Klausenburg) byli sochaři a kovolitci druhé poloviny 14. století, původem z Kluže v Sedmihradsku. Jsou autory gotického Sousoší sv. Jiří na Pražském hradě z roku 1373.

## Život
Otcem bratrů Martina a Jiřího byl Nikolaus, malíř z Kluže. Oba bratři se narodili kolem roku 1350. Je pravděpodobné, že během života navštívili Benátky, kde ve 13. století vznikl kult sv. Jiří. Reliéf s vyobrazením tohoto světce se nachází v baptisteriu baziliky svatého Marka.

### Historické souvislosti
Oba bratři pocházeli z Kluže, která byla součástí Uherského království. Předci i potomci tamějšího krále Ludvíka I. Uherského (Ludvík I. Veliký z Anjou) byli svázáni příbuzenskými vztahy s rodem Lucemburků a císařem Karlem IV., který sousoší objednal. Ludvíkův otec Karel I. Robert z Anjou měl za manželku Beatrix Lucemburskou, dceru římského krále Jindřicha VII. Lucemburského a Markéty Brabantské, sestru českého krále Jana Lucemburského. Beatrix však zemřela ve 14 letech při porodu dítěte. Matkou Ludvíka Uherského byla Alžběta Polská (1305–1380).
První manželkou Ludvíka I. Uherského byla nejstarší dcera Karla IV., Markéta Lucemburská. Ta byla provdána již v sedmi letech a zemřela jako čtrnáctiletá a bezdětná. Z manželství s jeho druhou ženou Alžbětou Bosenskou se narodily tři dcery. Svou starší dceru Marii přislíbil v roce 1372 Karlovu mladšímu synovi Zikmundovi.
Král Karel I. Robert z Anjou založil roku 1326 první světský rytířský řád - Řád sv. Jiří a dochovaná pečeť na zakládající listině zobrazuje sv. Jiří zabíjejícího draka. Na Pražském hradě byl sv. Jiří uctívaným světcem od 10. století, kdy kníže Vratislav I. založil kostel sv. Jiří jako hlavní zemské církevní centrum. Karel IV. shromáždil ostatky sv. Jiří - praporec a paži.

## Dílo
Jezdecké sousoší sv. Jiří na III. nádvoří Pražského hradu patří k nejvýznamnějším památkám gotického sochařství na našem území. Je výjimečné zejména tím, že se jedná o volnou sochu, nevázanou na architekturu a rozvinutí hmoty do prostoru nemá v tehdejším evropském sochařství obdobu. Vyspělá kompozice plná dramatického napětí se vzpínajícím se koněm, který otáčí hlavu, vedla k domněnce, že socha je renesanční a byla výrazně pozměněna během oprav v letech 1563-64. Z nalezeného archivního dokumentu ale vyplývá, že královský kovolijec Tomáš Jaroš pouze opravil ulomenou hlavu koně a nedotkl se výtvarné koncepce památky.. Socha byla původně pozlacena.
Podle svědectví Bohuslava Balbína z roku 1677 sv. Jiří třímal štít s gotickým nápisem, který se nezachoval - A(nno)·D(omini)· MCCCLXXIII Hoc·opus·imaginis·s(ancti)·georgii per·martinum·et·georgium de·clussenberch·conflatum est
Socha je pouze dílem obou bratrů a není potvrzeno spoluautorství dvorních umělců Karla IV. Podobný motiv rotujícího koně v reliéfu Obrácení sv. Pavla se vyskytuje na tympanonu Zpěvácké brány dómu sv. Štěpána ve Vídni, který stavěla parléřovská huť, nebo ve výjevu z legendy o sv. Václavu na Karlštejně, ale výtvarná předloha má původ v antice a opakuje se i na byzantských reliéfech ze slonoviny (diptych Barberini, Louvre) nebo reliéfech Nicoly a Giovanniho Pisana. Také terén s rozeklanými skalisky, připomínající Mistra vyšebrodského oltáře je odvozen z benátských mozaik a je původem byzantský.
Oba bratři byli autory dalších soch, které objednali biskupové Futaki Demeter a Zudar János ve Velkém Varadínu (Oradea). Tam stály tři bronzové sochy, vytvořené v letech 1360-65: Štěpán V. Uherský, jeho syn Ladislav IV. Kumán, Svatý Emerich a také velká zlacená jezdecká socha Ladislava I. Svatého z roku 1390. Všechny sochy byly zničeny Turky v roce 1660.
Originál sochy se nachází ve sbírkách Správy Pražského hradu. Na nádvoří Pražského hradu je kopie, další kopie pražské sochy sv. Jiří jsou v Kluži, Národním muzeu v Budapešti, tamtéž na Rybářské baště a také v Szegedu.